# Ngobe
Ngobe är ett vattendrag i Burundi.   Det ligger i provinsen Makamba, i den sydvästra delen av landet, 90 km söder om huvudstaden Bujumbura.
Omgivningarna runt Ngobe är huvudsakligen savann. Runt Ngobe är det ganska tätbefolkat, med 214 invånare per kvadratkilometer.